# Slægtsskabstavle
En slægtsskabstavle eller konsanguinitetstavle er en oversigt over alle de personer, en given proband har et blodsmæssigt slægtsfællesskab med inden for en vilkårligt valgt ramme. Slægtsskabstavlen vil ifølge sagens natur omfatte hele probandens anetavle og efterslægtstavle, men derudover tillige efterslægterne for samtlige aner et givet antal slægtsled tilbage.

## Anvendelse og betydning
Slægtsskabstavler anvendes blandt andet til løsning af arveretslige og arvebiologiske spørgsmål.

## Opstilling og nummerering
Såvel opstilling som nummerering er forbundet med vanskeligheder.

### Opstilling
Normalt klares opstillingen ved hjælp af flere tavler, idet første tavle omfatter probanden og dennes efterslægt, næste tavle probandens forældre hver for sig, derefter søskende og søskendes børn, børnebørn og så fremdeles, alt generationsvis opstillet og med udelukkelse af de personer, der allerede er behandlet på foregående tavler.

### Nummerering
Udgangspunktet for nummerering er sædvanligvis anebrøken, idet søskende betegnes ved anebrøken tilføjet et nul og et tal, der for mænd er ulige, for kvinder lige. Således bliver ældste broder til en given ane (fx 4/1) betegnet 4/1 01, den næstældste broder 4/1 03 osv, mens ældste søster betegnes 4/1 02, næstældste søster 4/1 04 osv. Børn af de enkelte personer betegnes med forældrenes betegnelse tilføjet endnu et tocifret tal (ulige for mandkøn, lige for kvindekøn): således vil tredjeældste søn af probandens farfaders ældste broder blive betegnet 4/1 0105 (4/1 = farfader, 01 = ældste broder, 05 = tredjeældste søn). Begrundelsen for at anvende tocifrede tal er, at børneflokken kan være på flere end fem søskende af hvert køn. Eksempelvis bliver ældste søn af sjette datter af næstældste broder til probandens mormoder betegnet 4/4 03.12.01 (4/4 = mormoder, 03 = næstældste broder, 12 = sjette datter af ham, 01 = ældste søn af hende). Det bemærkes, at tallene ikke siger noget om rækkefølgende af brødre og søstre indbyrdes, hvilket er en svaghed.

## Beregning af slægtsskab
Fordelen ved nummereringssystemet er, at beregning af indbyrdes slægtsskab bliver overkommelig: graden af slægtsskab (i henhold til den civile beregningsmåde) beregnes som eksponenten til den potens af 2, som findes i anebrøkens tæller, og antallet af de dertil knyttede tal, idet hvert tocifret tal regnes som en (1). Dette indebærer eksempelvis, at graden af slægtsskab mellem probanden og 16/3 02.15.01 beregnes som 24/3 02.15.01 hvorefter eksponenten 4 adderes til antallet af tocifrede tal (det vil sige 04+02+15+01, i alt 4), hvorfor de to personer er beslægtede i 8. grad. Det er på lignende måde muligt at beregne slægtsskabsgraden mellem to vilkårligt valgte personer, omend beregningen er noget mere sammensat.